# Prise de Zacatecas
Guerre d'indépendance du Mexique
La prise de Zacatecas de 1811 est une action militaire de la guerre d'indépendance du Mexique qui eut lieu le 15 avril 1811 à Zacatecas dans l'État de Zacatecas. Les insurgés commandés par le général Ignacio López Rayón y vainquirent les forces royalistes du colonel José Manuel Ochoa.
Après son retrait et celui d'autres insurgés au nord du Mexique à la suite de la défaite de la bataille du pont de Calderón le 16 mars 1811, Miguel Hidalgo tint une réunion à Saltillo Coahuila, en vue de nommer un chef de file pour coordonner les actions et les troupes du Nord afin de maintenir la lutte pour l'indépendance.
Apprenant la capture des commandants des insurgés à Acatita de Bajan (es), López Rayón s'enfuit de Coahuila le 26 mars pour se diriger vers Zacatecas, poursuivi par le commandant royaliste José Manuel Ochoa qu'il avait défait trois mois auparavant à la bataille de Puerto de Piñones, le 17 janvier 1811. Après plusieurs affrontements, Rayon s'empara le 15 avril de Zacatecas où il trouva de l'artillerie et des munitions pour équiper ses troupes. De là il se rendit à La Piedad Michoacán où il rejoignit les forces de José Antonio Torres (es).

## Sources
- BUSTAMANTE, Carlos María de (1846). Cuadro histórico de la revolución mexicana, comenzada en 15 de septiembre de 1810 por el ciudadano Miguel Hidalgo y Costilla, Cura del pueblo de los Dolores. (Impr. de JM Lara edición). México.

## Source de la traduction
- (es) Cet article est partiellement ou en totalité issu de l’article de Wikipédia en espagnol intitulé « Toma de Zacatecas (1811) » (voir la liste des auteurs).